# L'antiquari
L'antiquari (georgià: ანტიკვარიატი; transcrit com a Antikvaríati) és una pel·lícula dramàtica de 2024 dirigida per Rússudan Glúrdjidze. Inspirada en la deportació de georgians de Rússia de 2006, la pel·lícula representa una dona georgiana que s'instal·la amb un ancià a Sant Petersburg i és perseguida per les autoritats russes que volen deportar georgians del país. Es tracta d'una coproducció entre Geòrgia, Suïssa, Finlàndia i Alemanya. És el segon llargmetratge de Glúrdjidze, després de Skhvissi sakhli (2016). S'ha subtitulat al català.
La pel·lícula es va estrenar a la secció Giornate degli Autori del 81è Festival Internacional de Cinema de Venècia el 6 de setembre de 2024. En un primer moment, s'havia d'estrenar el 28 d'agost d'aquell any, però la projecció es va suspendre arran d'una decisió del Tribunal de Venècia a instància d'empreses russes, croates i xipriotes per disputa sobre drets d'autor. La suspensió es va aixecar després que la secció presentés una reconvenció i el tribunal autoritzés la projecció de la pel·lícula.
La pel·lícula va ser escollida com a candidata georgiana a la millor pel·lícula internacional als 97ns premis Oscar, però no va ser nominada.

## Repartiment
- Salome Demuria com a Medea
- Serguei Dreiden com a Vadim Vadimich
- Vladimir Dauixvili com a Lado
- Vladímir Vdovitxénkov com a Peter

## Producció
L'antiquari va ser coescrita per un guionista anònim, la identificació del qual es manté per seguretat, i Glúrdjidze. El rodatge va tenir lloc del 25 de gener a l'11 d'abril de 2022 a Sant Petersburg i Tbilisi. Segons Glúrdjidze i el productor Zurab Magalashvili, el Ministeri de Cultura de Rússia va exigir retallar setze escenes i la pel·lícula va patir diferents intents d'obstrucció durant i després del rodatge, incloent-hi danys al vestuari i la confiscació del material filmat a la duana. Glúrdjidze també va dir que un coproductor rus "no va complir amb les seves obligacions [financeres]" abans del rodatge.